# إسماعيل إنيغيز
إسماعيل إنيغيز (بالإسبانية: Ismael Íñiguez) هو لاعب كرة قدم مكسيكي في مركز الوسط، ولد في 23 يوليو 1981 في Ocotlán, Jalisco ‏ في المكسيك. لعب مع نادي أونيفرسيداد ناسيونال ونادي تيخوانا ونادي نيكاكسا.

## وصلات خارجية
- إسماعيل إنيغيز على موقع قاعدة بيانات كرة القدم.إي يو (الإنجليزية)
- إسماعيل إنيغيز على موقع Soccerway.com (الإنجليزية)
- إسماعيل إنيغيز على موقع عالم كرة القدم.نت (الإنجليزية)
- إسماعيل إنيغيز على موقع أوليمبيديا (الإنجليزية)